# Fred Büttner

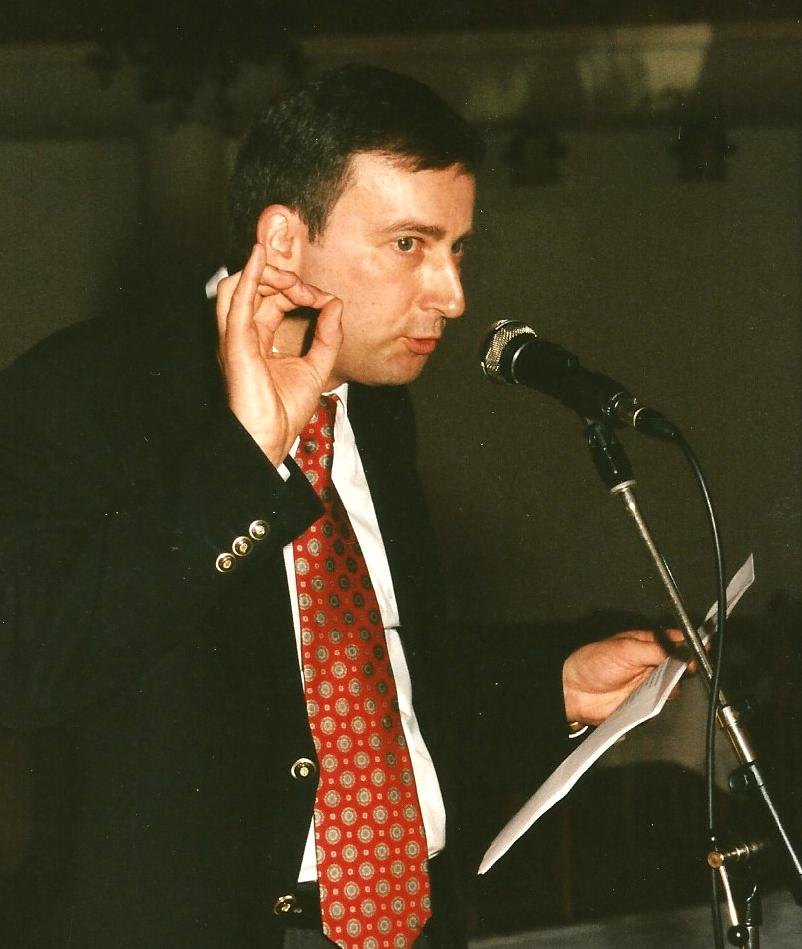
Fred Büttner

Fred Büttner (* 24. April 1957 in München; † 31. August 2013 ebenda) war ein deutscher Musikwissenschaftler.

## Leben und Wirken
Fred Büttner studierte Musikwissenschaft an der Universität München, wo er 1988 promoviert wurde und sich 1999 auch habilitierte. Von 1984 bis 1994 war er Assistent am Institut für Musikwissenschaft der Universität München, 1998 bis 2009 dort Lehrbeauftragter für Musikgeschichte, seit 2003 auch für Katholische Kirchenmusikgeschichte an der Hochschule für Musik und Theater München.
Schon zum Ende seines Studiums hatte Büttner das Ensemble für mittelalterliche Musik Schola vocalis ins Leben gerufen und von 1983 bis 1992 auch geleitet. Das Ensemble, das mittelalterliche Musik quellennah interpretierte, war an sehr vielen Orten quer durch Deutschland zu Workshops und Konzerten eingeladen, es konzertierte mehrfach in England und Spanien und produzierte 1985 zwei Fernsehsendungen mit dem Österreichischen Fernsehen (ORF). 1992 veröffentlichte das Ensemble die CD Hare hare hye, die in der Kloster- und Wallfahrtskirche Mönchsdeggingen aufgenommen wurde.
Von 1988 bis 1996 leitete der Musikwissenschaftler das von ihm ins Leben gerufene Forschungsprojekt über die Klauseln der Handschrift Saint-Victor (Paris) am Musikwissenschaftlichen Institut der Universität München. Die Ergebnisse der Untersuchung wurden in einer umfangreichen Studie, an der insgesamt zehn Kollegen der von ihm geleiteten Forschungsgruppe beteiligt waren, veröffentlicht. Von 1998 bis 2003 übernahm er die Aufsatzredaktion der Fachzeitschrift Musik in Bayern im Auftrag der Gesellschaft für Bayerische Musikgeschichte München. Daneben veröffentlichte er zahlreiche wissenschaftliche Arbeiten in anderen Fachzeitschriften.
Im Wintersemester 2003/04 wurde Fred Büttner als Gastprofessor an die Seijō-Universität Tokio eingeladen, wo er sich „große Verdienste in der Vermittlung europäischer Musikkultur“ erwarb. 2007 erhielt er einen Ruf als Ordinarius an die Università del Salento in Lecce, Italien. Dort war er 2007 bis 2010 als Professor für Mittelalterliche Musikgeschichte tätig.
Neben der mittelalterlichen Musikgeschichte als seinem Spezialgebiet behandelte Büttner eine Reihe weiterer fachlicher Schwerpunkte. Dazu zählen die französische Musikgeschichte (vor allem des 17. und 18. Jahrhunderts), die Geschichte der Oper inklusive italienische Librettistik und die Musik des 19. und 20. Jahrhunderts. Darüber hinaus lieferte er auch zu anderen Bereichen und Gattungen der Musikgeschichte Beiträge, insbesondere zur Erforschung der Musikkultur in Bayern in ihrem europäischen Kontext. In einem Nachruf würdigte das Institut für Musikgeschichte der Universität München den Wissenschaftler als „herausragenden Forscher und engagierten Lehrer“.
Fred Büttner betätigte sich auch als Textdichter. Er ist Autor verschiedener lyrischer Texte (Gedichte in Muttersprache, Songtexte auf Deutsch und Englisch) zu denen auch die französischen Texte zu den mittelalterlichen Motetten gehören, die von Büttner für die Aufführungen des Ensembles Schola vocalis auf Deutsch nachgedichtet wurden. Als Übersetzer arbeitete er neben Marlis Fest und Christine Mrowietz an der deutschen Ausgabe des Mozart-Kompendiums von H. C. Robbins Landon mit.
Zu Büttners Schülern zählt der Dirigent und Musikwissenschaftler Knut Andreas.
Fred Büttner war mit der Musikwissenschaftlerin Mariacarla De Giorgi verheiratet und hatte einen Sohn Giulio. Sein Vater war der Conférencier und Textdichter Rudi Büttner.

## Schriften
Monographien
- Klang und Konstruktion in der englischen Mehrstimmigkeit des 13. Jahrhunderts: Ein Beitrag zur Erforschung der Stimmtauschkompositionen in den Worcester-Fragmenten. (= Münchner Veröffentlichungen zur Musikgeschichte. 47). Tutzing 1990, ISBN 3-7952-0645-6.
- Die Klauseln der Handschrift Saint-Victor (Paris, BN, lat. 15139). Tutzing, 1999, ISBN 3-7952-0982-X.
- Das Klauselrepertoire der Handschrift Saint-Victor. Eine Studie zur mehrstimmigen Komposition im 13. Jahrhundert. Lecce 2011, ISBN 978-88-7048-487-8.
- mit Bernhold Schmid (Hrsg.): Orlando di Lasso, Sämtliche Werke. Band XI: Motetten VI. (Magnum opus musicum, Teil VI). Breitkopf & Härtel, Wiesbaden/Leipzig/Paris 2012, ISMN 979-0-004-80299-1.

Übersetzung
- H. C. Robbins Landon: Das Mozart-Kompendium: Sein Leben - seine Musik. Übersetzung ins Deutsche Fred Büttner, Marlis Fest und Christine Mrowietz. München 1991, ISBN 3-426-26530-3.

Aufsätze
- Eine süddeutsche Motettenaufzeichnung des 14. Jahrhunderts und ihr Verhältnis zur älteren französischen Überlieferung. In: Musik in Bayern. 32, 1986, S. 91–107.
- Ein Heldenleben, Op. 40, von Richard Strauss: Sujet und Musik. In: Musik in Bayern. 34, 1987, S. 27–58.
- Alte Musik - Warum? Anregungen zu einer Philosophie der Alten Musik. In: Alte Musik Aktuell: Aktuelle Informationen über Alte Musik. 3/1987, S. 18–20.
- Die Motette Dat superis/Hec dies in den Handschriften W2 und LoD. In: Kirchenmusikalisches Jahrbuch. 73, 1989, S. 1–14.
- Zur Geschichte der Marienantiphon ‘Salve regina’. In: Archiv für Musikwissenschaft. 46, 1989, S. 257–270.
- Zur heutigen Wiederaufführung mittelalterlicher Musik. In: M 68 - Forum für Musiktexte. Juli 1989, S. 36–38.
- Welche Bedeutung hat die Überschrift ‘Cignea’ für Notkers Sequenz ‘Gaude maria virgo’? In: Die Musikforschung. 45, 1992, S. 162f.
- ‘Zwischen Gaeta und Kapua’: Grillparzers Gedicht als Liedkomposition. In: Neues Musikwissenschaftliches Jahrbuch. 1, 1992, S. 87–117.
- Ein polnischer Engländer auf der Suche nach einem Münchner Vorfahren. In: Musik in Bayern. 55, 1998, S. 178f.
- Meeres Stille und glückliche Fahrt: Theodor Göllner zum 70. Geburtstag. In: Musik in Bayern. 58, 1999, S. 5–41.
- Abbé Voglers ‘Coro de’ Mostri’ aus Castore e Polluce (1787) und die Bedeutung der Unterwelt in Opern des 18. Jahrhunderts. In: Archiv für Musikwissenschaft. 57, 2000, S. 222–239.
- Suzanne Forsberg: Joseph Anton Camerloher (1710–1743): Ein wiederentdeckter Sinfoniker der Frühklassik. Übersetzung Christian Berktold und Fred Büttner. In: Musik in Bayern. 60, 2000, S. 7–38.
- Zum gattungsgeschichtlichen Kontext des ‘Coro de’ Mostri’ aus Georg Joseph Voglers Castore e Polluce von 1787. In: Mozarts Idomeneo und die Musik in München zur Zeit Karl Theodors: Bericht über das Symposium der Gesellschaft für Bayerische Musikgeschichte und der Musikhistorischen Kommission der Bayerischen Akademie der Wissenschaften. München, 7.-9. Juli 1999, a cura di Theodor Göllner e Stephan Hörner. München 2001, S. 177–183.
- Rhythmische Hymnenmelodien. In: Kirchenmusikalisches Jahrbuch. 85, 2001, S. 93–126.
- Weltliche Einflüsse in der Notre-Dame-Musik? Überlegungen zu einer Klausel im Codex F In: Anuario Musical. 57, 2002, S. 19–37.
- Graener, Paul Hermann Franz. In: Bayerisches Musiker-Lexikon Online. a cura di Josef Focht und Hartmut Schick (www.BMLO.Uni-Muenchen.de, 2005).
- Verse Structure and Musical Rhythm in Latin Hymn Melodies. In: Anuario Musical. 61, 2006, S. 3–22.
- Der Schluss von Wagners Götterdämmerung und sein Zusammenhang mit der barocken ‘Licenza’ In: Anuario Musical. 66, 2011, S. 203–210.
- Die Bedeutung des instrumentalen Spiels im Höllenakt aus Rameaus Castor et Pollux In: Anuario Musical. 68, 2013, S. 203–216.

## CD
- Schola Vocalis (unter der Leitung von Fred Büttner): Hare hare hye. Motetten des 13. Jahrhunderts. MDL Erika-Musikverlag, Nürnberg 1993.